# Caroline Costa
Pour les articles homonymes, voir Costa et Blue Velvet (homonymie).
Caroline Costa, née le 9 mai 1996 à Moissac (Tarn-et-Garonne), est une chanteuse française révélée en 2008 lors de la troisième saison de La France a un incroyable talent, où elle a terminé à la deuxième place. En 2012, elle participe à la comédie musicale Robin des bois, aux côtés, notamment, de M. Pokora. En 2015, elle a utilisé le nom de scène Blue Velvet. En 2022, elle participe à la onzième saison de The Voice, la plus belle voix sur TF1, et elle atteint la finale.

## Biographie

### Famille et enfance
Née le 9 mai 1996 à Moissac dans le Tarn-et-Garonne,,, Caroline Costa grandit à Castelsarrasin (dans le même département), avec ses parents Laurence et Joachim Costa, et sa sœur Lucie. Elle est d'origine portugaise, italienne et française.

### Carrière

#### Première apparition et débuts
Caroline Costa fait sa première apparition à la télévision le 10 janvier 2003 dans le cadre de l'émission Stars à domicile sur TF1 lorsque Jenifer vient chez elle pour faire une surprise à Lucie, sa sœur. Elle est également filmée sur scène et en plateau au côté de l'animatrice Flavie Flament.
Elle fait ensuite quelques premières parties de Patrick Fiori et de Patxi, Michal, Anne-Laure Sibon et Hoda[Quand ?].
En 2007, elle est sélectionnée pour intégrer le groupe Pop System produit par l’émission  IAPIAP ! diffusée sur Canal J et parrainée par M. Pokora. Avec ce dernier, elle enregistre un single intitulé Laissez-nous dire, qui atteindra la 12e place en France le 30 juin 2007.
Le 9 janvier 2008, Caroline Costa témoigne dans le talk-show Ça se discute de Jean-Luc Delarue sur France 2, dans un numéro qui a pour thème « Célébrité : quel est le prix à payer ? » et chante Hurt de Christina Aguilera. La même année, le 22 mars, elle interprète cette même chanson dans le divertissement Les Années bonheur animé par Patrick Sébastien sur la même chaîne.

#### Finaliste d'Incroyable talent
En 2008, le magazine d'information 100 % Mag, présenté par Estelle Denis sur M6, lui consacre un reportage qui a pour intitulé Peut on poursuivre ses études lorsqu'on est une star ?. Peu après, Caroline Costa participe, la même année, à la troisième saison d'Incroyable Talent sur la même chaîne. Cette émission la révèle au grand public. Lors des auditions au Cirque d'Hiver, elle chante Hurt et reçoit une standing-ovation. Lors de la deuxième demi-finale du 30 octobre, après son interprétation de My Heart Will Go On de Céline Dion, elle est choisie par le jury (composé de Gilbert Rozon, Sophie Edelstein et Patrick Dupond) qui la qualifie pour la finale du 13 novembre. Après avoir interprété I Will Always Love You (la version de Whitney Houston), le public la classe deuxième de cette saison après le vainqueur Alex (Alexandre Ledit), dompteur de feu.

#### Premiers pas en solo et animatrice
En 2009, Caroline Costa enregistre une version espagnole de Without You de Badfinger avec Abraham Mateo. En septembre de la même année, elle prend part à l'album édité en faveur de l'association AIDES.
Le 20 décembre 2010, Caroline Costa sort son premier single Qui je suis qu'elle interprète quelques semaines auparavant durant la demi-finale de la cinquième saison de La France a un Incroyable Talent. Le titre se classe 15e en France et atteint la 97e place des ventes de singles de l'année 2011. Le single suivant Je t'ai menti (un duo avec Ulrik Munther) sort en 2011, il n'atteint que la 107e place en France mais fait beaucoup mieux en Belgique francophone, puisqu'il s'y classe à la 6e place,.
Le 21 décembre 2011, elle participe au prime-time spécial Le Rappel lors de la sixième saison de La France a un incroyable talent qui donne l'occasion de revoir les talents « incontournables » de toutes les saisons confondues[réf. nécessaire].
Initialement prévu pour une sortie le 27 février 2012, le premier album de Caroline Costa, intitulé J'irai, fruit d'une collaboration avec Kerredine Soltani, paraît le 5 mars 2012; il se classera à la 62e place des ventes d'albums en France et à la 53e en Belgique francophone. 
En juin 2012, elle sort son troisième single On a beau dire.
Cette même année, elle effectue la première partie des concerts de Laura Pausini à Paris Bercy et dans plusieurs zéniths en France. Toujours en 2012, elle obtient le rôle de Bédélia dans la comédie musicale Robin des bois qui est présentée en septembre 2013. Par la suite, elle enregistre Me voici pour le film Barbie : La Princesse et la Popstar.
Parallèlement à sa carrière musicale, elle succède en 2011 à Sarah Michelle en tant qu'animatrice de Kids 20, émission diffusée sur Télétoon+ (ce qui fait d'elle la plus jeune animatrice de la télévision française alors qu'elle n'est âgée que de 15 ans). Elle met fin à cette activité d'animatrice Tv en juin 2013 pour se consacrer à son nouveau projet : une comédie musicale.
En 2013, elle enregistre un duo avec Jaws Petite Princesse Fiona, un hommage à une petite fille de cinq ans prénommée Fiona victime et tuée par son beau-père en mai 2013 ; une affaire qui avait secoué la France.
Elle participe également à Fort Boyard sur France 2 en juillet 2011 et y revient en décembre 2012 pour une spéciale Noël aux côtés d'Amel Bent.

#### Comédie musicaleRobin des Bois

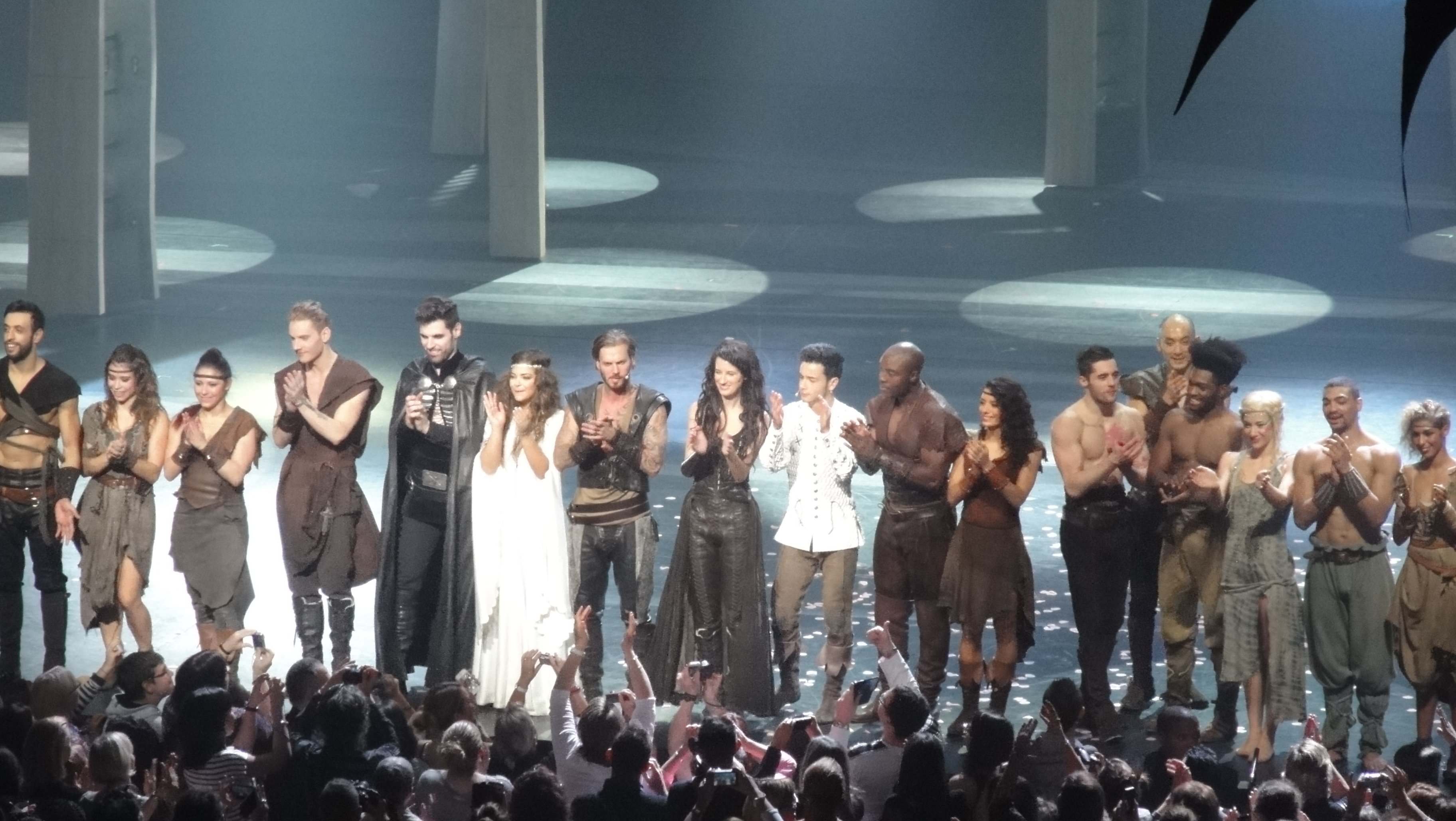
Première représentation de la comédie musicale Robin des Bois au Palais des Congrès, le 26 septembre 2013.

En 2012, Caroline Costa décroche l'un des rôles principaux dans la comédie musicale Robin des Bois, au côté de M. Pokora, Stéphanie Bédard, Dumè, Sacha Tran, Nyco Lilliu et Marc Antoine. Elle y interprète Bédélia, la fille du shérif de Nothingam, qui tombe amoureuse du fils de Robin, Adrien, interprété par Sacha Tran. Après de nombreuses représentations au Palais des congrès à Paris, la troupe entame une tournée dans toute la France ainsi qu'en Belgique et en Suisse. De cette comédie musicale est issu un single interprété par Caroline Costa, intitulé J'ai dit oui. 
Elle chante aussi en duo avec Sacha Tran sur les titres Laissez-nous vivre et Terre. Le 14 décembre 2013, lors de la 15e édition des NRJ Music Awards la troupe Robin des Bois est récompensée en tant que "meilleur groupe / troupe / collectif francophone de l'année".

#### Albums et retour aux télé-crochets
- Si vous ne connaissez pas le sujet, laissez ce bandeau (vous pouvez alors contacter les auteurs).
- Si vous supprimez le contenu mis en cause (vous pouvez préalablement contacter les auteurs),

argumentez précisément cette suppression dans la page de discussion
(un manque de référence n'est pas un argument ; une recherche réelle de référence doit avoir été effectuée, être formellement documentée).

Durant l'été 2015, Caroline Costa publie, sous le pseudonyme Blue Velvet, un single tendance electro intitulé Blue[réf. nécessaire].
En janvier 2016 elle dévoile - cette fois-ci sous son propre nom - un nouveau titre, une reprise piano/voix de What a feeling (issu de la bande originale du film Flashdance). Cette reprise est accompagnée d'un clip sorti au même moment. La même année, elle sort le single Ailleurs. Il est suivi de Maintenant qu'elle chante avec Nyco Lilliu.
Elle décide de publier un EP acoustique composé de six titres le 16 juin 2017. Le 17 novembre de la même année, elle sort son deuxième album éponyme composé de 14 titres.
Le 23 mars 2018, elle publie un nouveau single intitulé Love again, écrit par le chanteur Slimane avec qui elle a collaboré.
Le 23 juin 2020, elle participe à l'édition spéciale La bataille du jury de La France a un incroyable talent sur M6. Elle fait partie de l'équipe de Sugar Sammy. Lors de son duel face à Jean-Baptiste Guegan, elle chante I Have Nothing de Whitney Houston puis est éliminée.
En 2022, elle participe à la onzième saison de The Voice, la plus belle voix sur TF1. Lors des auditions à l'aveugle, elle interprète Flashdance... What a Feeling puis choisit Marc Lavoine comme coach. Elle fait partie des cinq finalistes.
Le 10 juillet 2023 elle revient avec un nouveau single intitulé Où que j'aille.

## Discographie

### Albums
2017 : EP acoustique
2017 : Caroline Costa

### Singles
Avec la formation Pop System
- 2007 : Laissez nous dire (France: #12)

Solo / duo
- 2010 : Qui je suis (France: #14)
- 2012 : Je t'ai menti (avec Ulrik Munther) (France: #107, Belgique: #6)
- 2012 : On a beau dire
- 2012 : Comment vivre sans toi
- 2013 : J'ai dit oui (issu de la comédie musicale Robin des Bois)
- 2015 : Blue (sous le nom de Blue Velvet)
- 2016 : What a Feeling
- 2016 : Ailleurs
- 2016 : Maintenant
- 2017 : Maintenant (en featuring avec Nico Lilliu)
- 2017 : Hot Play
- 2017 : I Say Hi
- 2017 : J'irai jusqu'au bout
- 2017 : Ça changera pas le monde
- 2018 : N'abandonne pas
- 2018 : Love again
- 2020 : Throne
- 2022 : Baskia
- 2023 : Où que j'aille

## Distinctions
- 2013 : NRJ Music Awards en tant que « Meilleur groupe francophone de l'année » avec la troupe de Robin des Bois.